# Progowati
Progowati is een bestuurslaag in het regentschap Magelang van de provincie Midden-Java, Indonesië. Progowati telt 3576 inwoners (volkstelling 2010).